# Egretta novaehollandiae
Egretta novaehollandiae е вид птица от семейство Чаплови (Ardeidae).

## Разпространение
Видът е разпространен в Австралия, Индонезия, Източен Тимор, Нова Каледония, Нова Зеландия, Норфолк, Остров Рождество, Папуа Нова Гвинея и Фиджи.